# Magaly Carvajal
Magalys Esther Carvajal Rivera, född 18 december 1968 i Havanna, är en kubansk före detta volleybollspelare.
Carvajal blev olympisk guldmedaljör i volleyboll vid sommarspelen 1992 i Barcelona.